# ناغاوكا (نييغاتا)
مدينة ناغاوكا (بالإنجليزية: Nagaoka)‏ هي أحد المدن التابعة لمحافظة نييغاتا. تأسست رسميًا في 01/04/1906. ويقدر عدد سكانها بـ 281222 نسمة حسب تقدير مكتب الإحصاء الياباني لعام 2012. تبلغ مساحة ناغاوكا 840.88 كم2. بكثافة سكانية تبلغ 334 نسمة/كم2.

## المناخ
يظهر الجدول التالي التغييرات المناخية على مدار السنة لناغاوكا:
| البيانات المناخية لـناغاوكا         | البيانات المناخية لـناغاوكا | البيانات المناخية لـناغاوكا | البيانات المناخية لـناغاوكا | البيانات المناخية لـناغاوكا | البيانات المناخية لـناغاوكا | البيانات المناخية لـناغاوكا | البيانات المناخية لـناغاوكا | البيانات المناخية لـناغاوكا | البيانات المناخية لـناغاوكا | البيانات المناخية لـناغاوكا | البيانات المناخية لـناغاوكا | البيانات المناخية لـناغاوكا | البيانات المناخية لـناغاوكا |
| الشهر                               | يناير                       | فبراير                      | مارس                        | أبريل                       | مايو                        | يونيو                       | يوليو                       | أغسطس                       | سبتمبر                      | أكتوبر                      | نوفمبر                      | ديسمبر                      | المعدل السنوي               |
| ----------------------------------- | --------------------------- | --------------------------- | --------------------------- | --------------------------- | --------------------------- | --------------------------- | --------------------------- | --------------------------- | --------------------------- | --------------------------- | --------------------------- | --------------------------- | --------------------------- |
| متوسط درجة الحرارة الكبرى °م (°ف)   | 4.3 (39.7)                  | 4.7 (40.5)                  | 8.7 (47.7)                  | 16.4 (61.5)                 | 21.6 (70.9)                 | 25.3 (77.5)                 | 28.6 (83.5)                 | 30.8 (87.4)                 | 26.2 (79.2)                 | 20.1 (68.2)                 | 13.7 (56.7)                 | 7.7 (45.9)                  | 17.3 (63.2)                 |
| المتوسط اليومي °م (°ف)              | 1.3 (34.3)                  | 1.4 (34.5)                  | 4.3 (39.7)                  | 10.8 (51.4)                 | 16.3 (61.3)                 | 20.5 (68.9)                 | 24.2 (75.6)                 | 26.0 (78.8)                 | 21.5 (70.7)                 | 15.3 (59.5)                 | 9.3 (48.7)                  | 4.2 (39.6)                  | 12.9 (55.3)                 |
| متوسط درجة الحرارة الصغرى °م (°ف)   | −1.2 (29.8)                 | −1.4 (29.5)                 | 0.7 (33.3)                  | 5.8 (42.4)                  | 11.6 (52.9)                 | 16.6 (61.9)                 | 20.7 (69.3)                 | 22.1 (71.8)                 | 17.9 (64.2)                 | 11.4 (52.5)                 | 5.6 (42.1)                  | 1.3 (34.3)                  | 9.3 (48.7)                  |
| الهطول مم (إنش)                     | 299.7 (11.80)               | 168.8 (6.65)                | 144.4 (5.69)                | 96.8 (3.81)                 | 109.0 (4.29)                | 132.2 (5.20)                | 225.5 (8.88)                | 148.4 (5.84)                | 173.8 (6.84)                | 194.5 (7.66)                | 291.7 (11.48)               | 340.1 (13.39)               | 2٬324٫9 (91.53)             |
| متوسط تساقط الثلوج سم (إنش)         | 236 (93)                    | 189 (74)                    | 80 (31)                     | 4 (1.6)                     | 0 (0)                       | 0 (0)                       | 0 (0)                       | 0 (0)                       | 0 (0)                       | 0 (0)                       | 2 (0.8)                     | 89 (35)                     | 600 (235.4)                 |
| ساعات سطوع الشمس الشهرية            | 47.3                        | 65.8                        | 109.0                       | 166.2                       | 184.7                       | 144.7                       | 143.7                       | 192.4                       | 131.3                       | 129.7                       | 89.2                        | 57.7                        | 1٬461٫7                     |
| المصدر: Japan Meteorological Agency |                             |                             |                             |                             |                             |                             |                             |                             |                             |                             |                             |                             |                             |

## توأمة
لناغاوكا (نييغاتا) اتفاقيات توأمة مع كل من:
- بامبرغ
- Romainmôtier-Envy [الإنجليزية]‏
- ترير
- فورت وورث

## أعلام
- توموكو هوشينو
- إيسوروكو ياماموتو
- ناأوكي كاواغوتشي
- ريو هيروهاشي
- جونكو هوشينو